# 丽·马斯滕布鲁克
丽·马斯滕布鲁克（荷蘭語：Rie Mastenbroek，1919年2月26日—2003年11月6日），荷兰女子游泳运动员。她曾代表荷兰参加1936年夏季奥林匹克运动会游泳比赛，获得三枚金牌和一枚银牌。